# لوییک کورتو
 لوییک کورتو (انگلیسی: Loïc Courteau؛ زادهٔ ۶ ژانویهٔ ۱۹۶۴) یک تنیس‌باز اهل فرانسه است.